# Peter T. Daniels
Peter T. Daniels (* 11. Dezember 1951) ist ein US-amerikanischer Sprachwissenschaftler.

## Leben
Daniels studierte Sprachen an der Cornell University und der University of Chicago. Er lehrte an der University of Wisconsin in Milwaukee und der Chicago State University und war Gastprofessor auf drei Kontinenten. Heute lebt Daniels in New York und ist bei einem Buchverlag tätig.
Peter Daniels hat sich auf das Thema Schriftsysteme spezialisiert. Den aus der arabischen Zähltradition kommenden und für eine Alphabet-Sortierfolge stehenden Begriff Abdschad hat er seit 1990 in einer Reihe von Veröffentlichungen zum Terminus für einen bestimmten, vokallosen Alphabetschrift-Typ umgemünzt (auch Abugida), ist dabei aber nicht unwidersprochen geblieben. Zusammen mit William Bright ist er Herausgeber des umfangreichen Standardwerkes The World’s Writing Systems (deutsch: Die Schriftsysteme der Welt).

## Schriften
- als Übersetzer und Bearbeiter: Gotthelf Bergsträsser: Introduction to the Semitic Languages. Text Specimens and Grammatical Sketches. Translation with Notes and Bibliography and an Appendix on the Scripts. Eisenbrauns, Winona Lake IN 1983, ISBN 0-931464-10-2.
- als Herausgeber mit William Bright: The World’s Writing Systems. Oxford University Press, New York NY u. a. 1996, ISBN 0-19-507993-0.
- als Übersetzer: Pierre Briant: From Cyrus to Alexander. A History of the Persian Empire. Übersetzung des Werkes aus dem Französischen ins Englische. Eisenbrauns, Winona Lake IN 2002, ISBN 1-57506-031-0.

| Personendaten    | Personendaten                           |
| ---------------- | --------------------------------------- |
| NAME             | Daniels, Peter T.                       |
| KURZBESCHREIBUNG | US-amerikanischer Sprachwissenschaftler |
| GEBURTSDATUM     | 11. Dezember 1951                       |